# Cờ tướng tại Đại hội Thể thao Đông Nam Á 2021
Cờ tướng là một trong những môn thể thao tranh tài tại Đại hội Thể thao Đông Nam Á 2021 ở Việt Nam, được tổ chức từ ngày 13 đến 21 tháng 5 năm 2022 (vì tình hình COVID-19 lúc đó diễn biến rất phức tạp tại các quốc gia Đông Nam Á), tại Khu nghỉ dưỡng Legacy Yên Tử Quảng Ninh.
Cờ tướng tại Đại hội Thể thao Đông Nam Á 2021 được diễn ra với 4 nội dung. Nội dung nam gồm 3 nội dung là: đồng đội cờ nhanh, đồng đội cờ chớp và cá nhân cờ tiêu chuẩn. Nội dung nữ chỉ có 1 nội dung là: cá nhân cờ tiêu chuẩn.

## Chương trình thi đấu
| Ngày       | Thời gian  | Nội dung                             |
| ---------- | ---------- | ------------------------------------ |
| 14 tháng 5 | 9:00-20:00 | Thi đấu cờ nhanh                     |
| 15 tháng 5 | 9:00-20:00 | Thi đấu cờ chớp                      |
| 16 tháng 5 | 9:00-20:00 | Thi đấu cờ tiêu chuẩn                |
| 17 tháng 5 | 9:00-20:00 | Thi đấu cờ tiêu chuẩn                |
| 18 tháng 5 | 9:00-20:00 | Thi đấu cờ tiêu chuẩn                |
| 19 tháng 5 | 9:00-20:00 | Thi đấu cờ tiêu chuẩn                |
| 20 tháng 5 | 9:00-20:00 | Thi đấu cờ tiêu chuẩn và trao thưởng |

## Địa điểm
| Quảng Ninh                            |
| ------------------------------------- |
| Khu nghỉ dưỡng Legacy Yên Tử          |
| Sức chứa: 800                         |
| Tập tin:Cờ tướng tại SEA Games 31.jpg |

## Các quốc gia tham dự
Dưới đây là danh sách các quốc gia đã xác nhận sẽ tham gia tranh tài bộ môn.
- Singapore
- Malaysia
- Thái Lan
- Việt Nam
- Campuchia

## Thể thức
Giải đấu được tổ chức theo hệ Thụy Sỹ (Swiss system) 7 ván hoặc thi đấu vòng tròn (Round Robin) tùy theo số lượng kỳ thủ hoặc đội tham dự. Thời gian thi đấu cho mỗi bên: cờ tiêu chuẩn 60 phút + 30 giây, cờ nhanh 15 phút + 10 giây và cờ chớp nhoáng 5 phút + 2 giây.

Một trận thi đấu Cờ vua tại SEA Games 31 giữa Việt Nam và Singapore

## Danh sách huy chương
| Nội dung                  | Vàng                                            | Bạc                                      | Đồng                                      |
| ------------------------- | ----------------------------------------------- | ---------------------------------------- | ----------------------------------------- |
| Giải Đồng đội Cờ nhanh    | Việt Nam · Lại Lý Huynh · Nguyễn Thành Bảo      | Malaysia · Thean Jern Yeoh · Yip How Sim | Singapore · Ngô Tông Hàn · Lưu Ức Hào     |
| Giải Đồng đội Cờ chớp     | Việt Nam · Nguyễn Minh Nhật Quang · Hà Văn Tiến | Singapore · Lưu Ức Hào · Ngô Lan Hương   | Malaysia · Sze Jie Fang · Thean Jern Yeoh |
| Cá nhân Cờ tiêu chuẩn nam | Ngô Tông Hàn · Singapore                        | Đặng Cửu Tùng Lân · Việt Nam             | Yu Huat Tan · Malaysia                    |
| Cá nhân Cờ tiêu chuẩn nam | Ngô Tông Hàn · Singapore                        | Đặng Cửu Tùng Lân · Việt Nam             | Sze Jie Fang · Malaysia                   |
| Cá nhân Cờ tiêu chuẩn nữ  | Lê Thị Kim Loan · Việt Nam                      | Xin Ru Jee · Malaysia                    | Nguyễn Hoàng Yến · Việt Nam               |
| Cá nhân Cờ tiêu chuẩn nữ  | Lê Thị Kim Loan · Việt Nam                      | Xin Ru Jee · Malaysia                    | Ngô Lan Hương · Singapore                 |

## Bảng tổng sắp huy chương
| Hạng               | Đoàn               | Vàng | Bạc | Đồng | Tổng số |
| ------------------ | ------------------ | ---- | --- | ---- | ------- |
| 1                  | Việt Nam (VIE)     | 3    | 1   | 1    | 5       |
| 2                  | Singapore (SIN)    | 1    | 1   | 2    | 4       |
| 3                  | Malaysia (MAS)     | 0    | 2   | 3    | 5       |
| 4                  | Thái Lan (THA)     | 0    | 0   | 1    | 1       |
| Tổng số (4 đơn vị) | Tổng số (4 đơn vị) | 4    | 4   | 7    | 15      |